# Большая Кудома
Большая Кудома — пресноводное озеро на территории Поросозерского сельского поселения Суоярвского района Республики Карелии.

## Общие сведения
Площадь озера — 1,8 км². Располагается на высоте 160,4 метров над уровнем моря.
Форма озера лопастная, продолговатая: оно вытянуто с севера на юг. Берега изрезанные, каменисто-песчаные, преимущественно заболоченные.
Из южной оконечности озера вытекает река Кудома, впадающая с левого берега в реку Суну.
По центру озера расположен один относительно крупный (по масштабам водоёма) остров без названия.
Населённые пункты и автодороги вблизи водоёма отсутствуют.
Код объекта в государственном водном реестре — 01040100211102000017982.